# Kołobrzeg (gromada)
Kołobrzeg – dawna gromada, czyli najmniejsza jednostka podziału terytorialnego Polskiej Rzeczypospolitej Ludowej w latach 1954–1972.
Gromady, z gromadzkimi radami narodowymi (GRN) jako organami władzy najniższego stopnia na wsi, funkcjonowały od reformy reorganizującej administrację wiejską przeprowadzonej jesienią 1954 do momentu ich zniesienia z dniem 1 stycznia 1973, tym samym wypierając organizację gminną w latach 1954–1972.
Gromadę Kołobrzeg z siedzibą GRN w mieście Kołobrzegu (nie wchodzącym w jej skład) utworzono 31 grudnia 1959 w powiecie kołobrzeskim w woj. koszalińskim z obszarów zniesionych gromad Stary Borek i Niekanin w tymże powiecie.
W 1965 roku gromadą zarządzało 27 członków gromadzkiej rady narodowej.
1 stycznia 1972 z gromady Kołobrzeg wyłączono części obrębów nr 7 i 12 o obszarze 100 ha, włączając je do miasta Kołobrzeg w tymże powiecie; do gromady Kołobrzeg włączono natomiast grunty o powierzchni 15 ha z Kołobrzegu.
Gromada przetrwała do końca 1972 roku, czyli do kolejnej reformy gminnej. 1 stycznia 1973 w powiecie kołobrzeskim utworzono gminę Kołobrzeg.